# Страсть (фильм, 1982)
«Страсть» (фр. Passion) — кинофильм Жана-Люка Годара.

## Сюжет
Фильм представляет собой довольно хаотичное повествование о съёмках фильма, являющегося скорее набором кинематографически воссозданных живописных полотен. Параллельно развивается борьба рабочих фабрики за свои права. Фильм отражает также характерное для Годара увлечение анализом языка, берущее начало из лингвистической философии Людвига Витгенштейна

## В ролях
- Изабель Юппер — Изабель
- Ханна Шигулла — Анна
- Мишель Пикколи — Мишель Булар
- Ежи Радзивилович — Ежи
- Ласло Сабо — Ласло
- Патрик Боннель — Боннель
- Софи Лукашевски — стенографистка

## Награды и номинации

### Награды
- 1982 — Каннский кинофестиваль
  - Технический Гран-при — Рауль Кутар

### Номинации
- 1982 — Каннский кинофестиваль
  - Золотая пальмовая ветвь — Жан-Люк Годар
- 1983 — Премия Сезар
  - Лучшая операторская работа — Рауль Кутар
  - Лучший режиссёр — Жан-Люк Годар
  - Лучший фильм — Жан-Люк Годар